# Liste des îles du Finnmark
Cet article recense les îles du comté de Finnmark, en Norvège;

## Liste alphabétique
- Årøya (commune d'Alta) ;
- Brasholmen (commune de Sør-Varanger) ;
- Brattholmen (commune de Lebesby) ;
- Bugøya (commune de Sør-Varanger) ;
- Gjesværstappan (commune de Nordkapp) ;
- Grønøya (commune de Berlevåg) ;
- Håja (commune de Hammerfest) ;
- Havøya (commune de Måsøy) ;
- Helløya (commune de Berlevåg) ;
- Hinnøya (commune de Sør-Varanger) ;
- Hjelmsøya (commune de Måsøy) ;
- Hornøya (commune de Vardø) ;
- Ingøya (commune de Måsøy) ;
- Kamøya (commune de Hammerfest) ;
- Kjelmøya (commune de Sør-Varanger) ;
- Kjøøya (commune de Sør-Varanger) ;
- Kongsøya ;
- Kvaløya (communes de Hammerfest et Kvalsund) ;
- Lille Ekkerøy (commune de Vadsø) ;
- Lille Kamøya (commune de Hammerfest) ;
- Lille Tamsøy (commune de Nordkapp) ;
- Lille Vadsøya (commune de Vadsø) ;
- Lyngøya (commune de Sør-Varanger) ;
- Loppa (commune de Loppa) ;
- Magerøya (commune de Nordkapp) ;
- Mårøya (commune de Lebesby) ;
- Måsøya (commune de Måsøy) ;
- Melkøya (commune de Hammerfest) ;
- Prestholmen (commune de Vardø) ;
- Prestøya (commune de Sør-Varanger) ;
- Reinøya (commune de Porsanger) ;
- Reinøya (commune de Sør-Varanger) ;
- Reinøya (commune de Vardø) ;
- Reinøykalven (commune de Måsøy) ;
- Revholmen (commune de Sør-Varanger) ;
- Revøya (commune de Sør-Varanger) ;
- Revsholmen (commune de Hammerfest) ;
- Ripøya (commune de Lebesby) ;
- Rolvsøy (commune de Måsøy) ;
- Seiland (communes d'Alta, Hammerfest et Kvalsund) ;
- Silda (commune de Loppa) ;
- Skarvholmen (commune de Berlevåg) ;
- Skipsholmen (commune de Hammerfest) ;
- Skjåholmen (commune de Nesseby) ;
- Skogerøya (commune de Sør-Varanger) ;
- Sørøya ((communes de Hammerfest et Hasvik) ;
- Stjernøya (communes d'Alta, Hasvik et Loppa) ;
- Store Altsula (commune de Nordkapp) ;
- Store Tamsøy (commune de Kvalsund) ;
- Store Vadsøya (commune de Vadsø) ;
- Svinøya (commune de Vardø) ;
- Svinøya (commune de Sør-Varanger) ;
- Vardøya (commune de Vardø) ;
- Veidnesholmen (commune de Lebesby).